# Discografia de The Offspring
La discografia de The Offspring, banda estatunidenca de punk rock, està formada per deu àlbums d'estudi dels quals se n'han extret trenta-quatre senzills, a més de dues compilacions, quatre EPs i tres àlbums de vídeos. Aquesta llista no inclou el material que han publicat els membres de forma independent al grup.
La banda es va formar l'any 1984 amb el cantant i guitarrista Dexter Holland i el baixista Greg K.. Posteriorment hi va entrar el guitarrista Noodles i van adoptar el nom de The Offspring el 1986. El bateria Ron Welty va entrar al grup un any després i van publicar les primeres demos. El primer treball d'estudi de títol homònim va aparèixer el 1989 només en vinil amb el segell Nemesis Records. Mesos després van signar amb Epitaph Records i van llançar el segon àlbum. El 1994 van publicar Smash, que va marcar una època en la música hardcore i punk rock amb la certificació de 6 discs de platí al seu país i esdevenint l'àlbum més venut de la història de la música per un segell discogràfic independent. Degut a l'èxit van canviar per una gran discogràfica Columbia Records i van publicar diversos àlbums que no van arribar al nivell de Smash malgrat aconseguir molt bons resultats a nivell de vendes i llistes d'àlbums i senzills que els van proporcionar molta popularitat arreu del món.
El 2003, Ron Welty va abandonar la banda i va començar un ball de bateries com Josh Freese (només per enregistrar Splinter), Atom Willard i Pete Parada. La primera compilació de la banda va sortir a la llum l'any 2005 (Greatest Hits). El darrer àlbum d'estudi de la banda és Days Go By (2012).

## Àlbums

### Àlbums d'estudi
| Any  | Nom                           | Dades | Posicions en llista | Posicions en llista | Posicions en llista | Posicions en llista | Posicions en llista | Posicions en llista | Certificacions                                                                                |
| Any  | Nom                           | Dades | ALE                 | AUS                 | CAN                 | EUA                 | FRA                 | RUN                 | Certificacions                                                                                |
| ---- | ----------------------------- | --- | ------------------- | ------------------- | ------------------- | ------------------- | ------------------- | ------------------- | --------------------------------------------------------------------------------------------- |
| 1989 | The Offspring                 | - Publicació: 15 de juny de 1989 - Discogràfica: Nemesis - Formats: CD, LP, casset, descàrrega digital              | −                   | −                   | −                   | −                   | −                   | −                   |                                                                                               |
| 1992 | Ignition                      | - Publicació: 16 d'octubre de 1992 - Discogràfica: Epitaph - Formats: CD, LP, casset, descàrrega digital            | −                   | −                   | −                   | −                   | −                   | −                   | - AUS: 1x Or - CAN: 1x Or - EUA: 1x Or                                                        |
| 1994 | Smash                         | - Publicació: 8 d'abril de 1994 - Discogràfica: Epitaph - Formats: CD, LP, casset, descàrrega digital               | 4                   | 1                   | 3                   | 4                   | 108                 | 21                  | - AUS: 4x Platí - CAN: 6x Platí - EUA: 6x Platí − 6.300.000 - RUN: 1x Platí - Món: 11.000.000 |
| 1997 | Ixnay on the Hombre           | - Publicació: 4 de febrer de 1997 - Discogràfica: Columbia, Epitaph - Formats: CD, LP, casset, descàrrega digital   | 15                  | 2                   | 3                   | 9                   | 3                   | 17                  | - AUS: 2x Platí - CAN: 2x Platí - EUA: 1x Platí − 2.600.000 - RUN: 1x Platí                   |
| 1998 | Americana                     | - Publicació: 17 de novembre de 1998 - Discogràfica: Columbia - Formats: CD, LP, casset, descàrrega digital         | 5                   | 1                   | 3                   | 2                   | 2                   | 10                  | - ALE: 1x Or - AUS: 5x Platí - CAN: 8x Platí - EUA: 5x Platí − 5.000.000 - RUN: 1x Platí      |
| 2000 | Conspiracy of One             | - Publicació: 14 de novembre de 2000 - Discogràfica: Columbia - Formats: CD, LP, casset, descàrrega digital         | 8                   | 4                   | 4                   | 9                   | 3                   | 12                  | - ALE: 1x Or - AUS: 2x Platí - CAN: 2x Platí - EUA: 1x Platí − 2.000.000 - RUN: 1x Platí      |
| 2003 | Splinter                      | - Publicació: 9 de desembre de 2003 - Discogràfica: Columbia - Formats: CD, LP, casset, descàrrega digital          | 31                  | 12                  | 16                  | 30                  | 19                  | 27                  | - AUS: 1x Platí - EUA: 1x Or - RUN: 1x Or                                                     |
| 2008 | Rise and Fall, Rage and Grace | - Publicació: 17 de juny de 2008 - Discogràfica: Columbia - Formats: CD, LP, descàrrega digital                     | 13                  | 3                   | 4                   | 10                  | 6                   | 39                  | - AUS: 1x Or - CAN: 1x Platí - EUA: 1x Or - RUN: 1x Plata                                     |
| 2012 | Days Go By                    | - Publicació: 26 de juny de 2012 - Discogràfica: Columbia - Formats: CD, descàrrega digital                         | 5                   | 7                   | 4                   | 12                  | 18                  | 43                  |                                                                                               |
| 2021 | Let the Bad Times Roll        | - Publicació: 16 d'abril de 2021 - Discogràfica: Concord - Formats: CD, LP, descàrrega digital, streaming           | 5                   | 2                   | 16                  | 27                  |                     | 3                   |                                                                                               |
| 2024 | Supercharged                  | - Publicació: 11 d'octubre de 2024 - Discogràfica: Concord - Formats: CD, LP, descàrrega digital, streaming, casset | 6                   | 4                   | 23                  | 7                   |                     | 43                  |                                                                                               |
| Any  | Nom                           | Dades | ALE                 | AUS                 | CAN                 | EUA                 | FRA                 | RUN                 | Certificacions                                                                                |
| Any  | Nom                           | Dades | Posicions en llista |                     |                     |                     |                     |                     | Certificacions                                                                                |

### Compilacions
| Any  | Nom                                      | Dades                                                                                                   | Posicions en llista | Posicions en llista | Posicions en llista | Posicions en llista | Posicions en llista | Posicions en llista | Certificacions                                            |
| Any  | Nom                                      | Dades                                                                                                   | ALE                 | AUS                 | CAN                 | EUA                 | FRA                 | RUN                 | Certificacions                                            |
| ---- | ---------------------------------------- | --- | ------------------- | ------------------- | ------------------- | ------------------- | ------------------- | ------------------- | --------------------------------------------------------- |
| 1999 | Collection                               | - Publicació: 4 d'agost de 1999 - Discogràfica: Musicrama, Koch, Epitaph - Formats: CD                  | −                   | −                   | −                   | −                   | −                   | −                   |                                                           |
| 2005 | Greatest Hits                            | - Publicació: 20 de juny de 2005 - Discogràfica: Columbia - Formats: CD, DD, DualDisc                   | 23                  | 2                   | 6                   | 8                   | −                   | 14                  | - AUS: 3x Platí - CAN: 1x Platí - EUA: 1x Or - RUN: 1x Or |
| 2010 | Happy Hour!                              | - Publicació: 4 d'agost de 2010 - Discogràfica: Sony Japan - Formats: CD                                | −                   | −                   | −                   | −                   | −                   | −                   |                                                           |
| 2024 | Puck Punks: The Offspring Powerplay Hits | - Publicació: 9 de febrer de 2024 - Discogràfica: Round Hill - Formats: LP                              | −                   | 89                  | −                   | 176                 | −                   | 88                  |                                                           |
| 2024 | Supercharged: Worldwide in '25           | - Publicació: 13 de desembre de 2024 - Discogràfica: Universal - Formats: descàrrega digital, streaming | −                   | −                   | −                   | 196                 | −                   | −                   |                                                           |
| 2025 | Anti-Valentine's Day with The Offspring  | - Publicació: 6 de febrer de 2025 - Discogràfica: Universal - Formats: descàrrega digital, streaming    | 13                  | −                   | −                   | 136                 | −                   | −                   |                                                           |

### Extended Plays
| Any  | Nom                    | Dades                                                                                      | Certificacions |
| ---- | ---------------------- | ------------------------------------------------------------------------------------------ | -------------- |
| 1991 | Baghdad                | - Publicació: 15 de maig de 1991 - Discogràfica: Nemesis - Formats: 7"                     |                |
| 1991 | They Were Born to Kill | - Publicació: 1991 - Discogràfica: − - Formats: 7"                                         |                |
| 1997 | Club Me                | - Publicació: 1 de gener de 1997 - Discogràfica: Epic - Formats: CD                        |                |
| 1998 | A Piece of Americana   | - Publicació: 17 de novembre de 1998 - Discogràfica: Columbia - Formats: CD                |                |
| 2014 | Summer Nationals       | - Publicació: 11 d'agost de 2014 - Discogràfica: Time Bomb - Formats: Descàrrega digital   |                |
| 2021 | Gone Away              | - Publicació: 12 de novembre de 2021 - Discogràfica: Concord - Formats: Descàrrega digital |                |

## Cançons

### Senzills
| Any  | Cançó                                                    | Posicions en llista | Posicions en llista | Posicions en llista | Posicions en llista | Posicions en llista | Posicions en llista | Certificacions                               | Àlbum                          |
| Any  | Cançó                                                    | ALE                 | AUS                 | CAN                 | EUA                 | FRA                 | RUN                 | Certificacions                               | Àlbum                          |
| ---- | -------------------------------------------------------- | ------------------- | ------------------- | ------------------- | ------------------- | ------------------- | ------------------- | -------------------------------------------- | ------------------------------ |
| 1986 | «I'll Be Waiting»                                        | −                   | −                   | −                   | −                   | −                   | −                   |                                              | The Offspring                  |
| 1994 | «Come Out and Play»                                      | −                   | 8                   | 43                  | −                   | 14                  | −                   | - AUS: 1x Platí                              | Smash                          |
| 1994 | «Self Esteem»                                            | 4                   | 6                   | 34                  | −                   | 20                  | 37                  | - AUS: 1x Or                                 | Smash                          |
| 1995 | «Gotta Get Away»                                         | −                   | 53                  | 32                  | −                   | −                   | 43                  |                                              | Smash                          |
| 1995 | «Bad Habit»                                              | −                   | −                   | −                   | −                   | −                   | −                   |                                              | Smash                          |
| 1995 | «Kick Him When He's Down»                                | −                   | −                   | −                   | −                   | −                   | −                   |                                              | Ignition                       |
| 1995 | «Smash It Up» (cover de The Damned)                      | −                   | −                   | −                   | −                   | −                   | −                   |                                              | Banda sonora de Batman Forever |
| 1997 | «All I Want»                                             | −                   | 15                  | −                   | −                   | −                   | 31                  | - AUS: 1x Or                                 | Ixnay on the Hombre            |
| 1997 | «Gone Away»                                              | −                   | 16                  | 28                  | −                   | −                   | 42                  | - AUS: 1x Or                                 |                                |
| 1997 | «The Meaning of Life»                                    | −                   | 90                  | −                   | −                   | −                   | −                   |                                              |                                |
| 1997 | «I Choose»                                               | −                   | 79                  | 66                  | −                   | −                   | −                   |                                              |                                |
| 1998 | «Pretty Fly (for a White Guy)»                           | 2                   | 1                   | 5                   | 53                  | 10                  | 1                   | - AUS: 4x Platí - ITA: 1x Or - RUN: 1x Platí | Americana                      |
| 1999 | «Why Don't You Get a Job?»                               | 16                  | 2                   | 19                  | 74                  | 29                  | 2                   | - AUS: 2x Platí - RUN: 1x Plata              | Americana                      |
| 1999 | «The Kids Aren't Alright»                                | 45                  | 69                  | −                   | −                   | 32                  | 11                  | - ITA: 1x Platí - RUN: 1x Plata              | Americana                      |
| 1999 | «She's Got Issues»                                       | −                   | 98                  | −                   | −                   | −                   | 41                  |                                              | Americana                      |
| 2000 | «Original Prankster»                                     | 46                  | 5                   | 5                   | 70                  | 34                  | 6                   | - AUS: 1x Platí                              | Conspiracy of One              |
| 2000 | «Want You Bad»                                           | −                   | 35                  | −                   | −                   | −                   | 15                  | - RUN: 1x Plata                              | Conspiracy of One              |
| 2001 | «Million Miles Away»                                     | −                   | 52                  | −                   | −                   | −                   | 21                  |                                              | Conspiracy of One              |
| 2001 | «Defy You»                                               | 62                  | 22                  | −                   | 77                  | −                   | −                   |                                              | Banda sonora de Orange County  |
| 2003 | «Hit That»                                               | 31                  | 13                  | −                   | 64                  | 32                  | 11                  | - AUS: 1x Or                                 | Splinter                       |
| 2004 | «(Can't Get My) Head Around You»                         | −                   | 47                  | −                   | −                   | −                   | 48                  |                                              | Splinter                       |
| 2004 | «Spare Me the Details»                                   | −                   | −                   | −                   | −                   | −                   | −                   |                                              | Splinter                       |
| 2005 | «Can't Repeat»                                           | −                   | −                   | −                   | −                   | −                   | −                   |                                              | Greatest Hits                  |
| 2005 | «Next to You» (cover de The Police)                      | −                   | −                   | −                   | −                   | −                   | −                   |                                              | Greatest Hits                  |
| 2008 | «Hammerhead»                                             | −                   | 91                  | 53                  | −                   | −                   | −                   |                                              | Rise and Fall, Rage and Grace  |
| 2008 | «You're Gonna Go Far, Kid»                               | 67                  | 54                  | 25                  | 63                  | −                   | −                   | - EUA: 1x Or - ITA: 1x Or - RUN: 1x Plata    | Rise and Fall, Rage and Grace  |
| 2008 | «Kristy, Are You Doing Okay?»                            | −                   | −                   | −                   | −                   | −                   | −                   |                                              | Rise and Fall, Rage and Grace  |
| 2009 | «Half-Truism»                                            | −                   | −                   | −                   | −                   | −                   | −                   |                                              | Rise and Fall, Rage and Grace  |
| 2012 | «Days Go By»                                             | −                   | −                   | 88                  | −                   | −                   | −                   |                                              | Days Go By                     |
| 2012 | «Cruising California (Bumpin' in My Trunk)»              | −                   | 70                  | −                   | −                   | −                   | −                   |                                              | Days Go By                     |
| 2012 | «Turning Into You»                                       | −                   | −                   | −                   | −                   | −                   | −                   |                                              | Days Go By                     |
| 2015 | «Coming for You»                                         | −                   | −                   | −                   | −                   | −                   | −                   |                                              | Let the Bad Times Roll         |
| 2018 | «Down»                                                   | −                   | −                   | −                   | −                   | −                   | −                   |                                              | −                              |
| 2020 | «Christmas (Baby Please Come Home)»                      | −                   | −                   | −                   | −                   | −                   | −                   |                                              | −                              |
| 2021 | «Let the Bad Times Roll»                                 | −                   | −                   | −                   | −                   | −                   | −                   |                                              | Let the Bad Times Roll         |
| 2021 | «We Never Have Sex Anymore»                              | −                   | −                   | −                   | −                   | −                   | −                   |                                              | Let the Bad Times Roll         |
| 2021 | «Gone Away»                                              | −                   | −                   | −                   | −                   | −                   | −                   |                                              | Let the Bad Times Roll         |
| 2022 | «Behind Your Walls»                                      | −                   | −                   | −                   | −                   | −                   | −                   |                                              | Let the Bad Times Roll         |
| 2022 | «Bells Will Be Ringing (Please Come Home for Christmas)» | −                   | −                   | −                   | −                   | −                   | −                   |                                              | −                              |
| 2024 | «Make It All Right»                                      | −                   | −                   | −                   | −                   | −                   | −                   |                                              | Supercharged                   |
| 2024 | «Light It Up»                                            | −                   | −                   | −                   | −                   | −                   | −                   |                                              | Supercharged                   |
| 2024 | «Come to Brazil»                                         | −                   | −                   | −                   | −                   | −                   | −                   |                                              | Supercharged                   |
| 2024 | «Ok, But This Is The Last Time»                          | −                   | −                   | −                   | −                   | −                   | −                   |                                              | Supercharged                   |

### Contribucions en bandes sonores
| Any  | Cançó                                    | Pel·lícula                      |
| ---- | ---------------------------------------- | ------------------------------- |
| 1995 | «Smash It Up» (cover de The Damned)      | Batman Forever                  |
| 1997 | «D.U.I.»                                 | I Know What You Did Last Summer |
| 1998 | «The Kids Aren't Alright»                | The Faculty                     |
| 1998 | «The Meaning of Life»                    | Tekken: The Motion Picture      |
| 1999 | «Beheaded (1999)»                        | Idle Hands                      |
| 1999 | «I Wanna Be Sedated» (cover de Ramones)  | Idle Hands                      |
| 2000 | «Bloodstains» (cover de Agent Orange)    | Ready to Rumble                 |
| 2000 | «Totalimmortal» (cover de AFI)           | Me, Myself & Irene              |
| 2002 | «Defy You»                               | Orange County                   |
| 2006 | «Come Out and Play (Keep 'Em Separated)» | Click                           |
| 2016 | «Sharknado»                              | Sharknado: The 4th Awakens      |

## Vídeos

### Àlbums de vídeo
| Any  | Nom                             | Dades                                                                                   | Certificacions                            |
| ---- | ------------------------------- | --------------------------------------------------------------------------------------- | ----------------------------------------- |
| 1998 | Americana                       | - Publicació: 8 de desembre de 1998 - Discogràfica: Nitro, Columbia - Formats: VHS, DVD |                                           |
| 2000 | Huck It                         | - Publicació: 12 de desembre de 2000 - Discogràfica: Columbia - Formats: VHS, DVD       |                                           |
| 2005 | Complete Music Video Collection | - Publicació: 19 de juliol de 2005 - Discogràfica: Columbia - Formats: DVD, UMD         | - AUS: 1x Platí - CAN: 1x Or - EUA: 1x Or |

### Videoclips
| Any  | Cançó                                                                             | Director/s                    |
| ---- | --------------------------------------------------------------------------------- | ----------------------------- |
| 1988 | «Jennifer Lost the War»                                                           |                               |
| 1994 | «Come Out and Play»                                                               | Darren Lavett                 |
| 1994 | «Self Esteem»                                                                     | Darren Lavett                 |
| 1995 | «Gotta Get Away»                                                                  | Samuel Bayer                  |
| 1997 | «All I Want»                                                                      | David Yow                     |
| 1997 | «The Meaning of Life»                                                             | Kevin Kerslake                |
| 1997 | «I Choose»                                                                        | Dexter Holland                |
| 1998 | «Gone Away»                                                                       | Nigel Dick                    |
| 1998 | «Pretty Fly (for a White Guy)»                                                    | McG                           |
| 1999 | "Why Don't You Get a Job?»                                                        | McG                           |
| 1999 | «The Kids Aren't Alright»                                                         | Yariv Gaber                   |
| 1999 | «She's Got Issues»                                                                | Jonathan Dayton Valerie Faris |
| 2000 | «Original Prankster» (featuring Redman)                                           | David Meyers                  |
| 2001 | «Want You Bad»                                                                    | Spencer Susser                |
| 2001 | «Million Miles Away»                                                              | Jennifer Lebeau               |
| 2001 | «Defy You»                                                                        | David Meyers                  |
| 2003 | «Da Hui»                                                                          | Paul Cobb                     |
| 2004 | «Hit That»                                                                        | John Williams David Lea       |
| 2004 | «(Can't Get My) Head Around You»                                                  | Joseph Kahn                   |
| 2005 | «Can't Repeat»                                                                    | Ramon & Pedro                 |
| 2008 | «Hammerhead»                                                                      | Teqtonik                      |
| 2008 | «You're Gonna Go Far, Kid»                                                        | Chris Hopewell                |
| 2009 | «Kristy, Are You Doing Okay?»                                                     | Lex Halaby                    |
| 2009 | «Stuff Is Messed Up»                                                              | F. Scott Schafer Sean Evans   |
| 2012 | «Days Go By»                                                                      | Lex Halaby                    |
| 2012 | «Cruising California (Bumpin' in My Trunk)»                                       | Mickey Finnegan               |
| 2014 | «Dividing By Zero / Slim Pickens Does The Right Thing And Rides The Bomb To Hell» | Anthony F. Schepperd          |
| 2015 | «Coming for You»                                                                  | Josh Forbes                   |
| 2020 | «Here Kitty Kitty»                                                                | The Offspring                 |
| 2020 | «Christmas (Baby Please Come Home)»                                               | The Offspring                 |
| 2021 | «Let the Bad Times Roll»                                                          | Marc Klasfeld                 |
| 2021 | «We Never Have Sex Anymore»                                                       | F. Scott Schafer              |
| 2021 | «This is Not Utopia»                                                              | Samuel Bayer                  |
| 2021 | «The Opioid Diaries»                                                              | Daveed Benito                 |
| 2021 | «Gone Away (Live 2021)»                                                           | The Offspring                 |
| 2022 | «Behind Your Walls»                                                               | Jeb Hardwick                  |
| 2022 | «Bells Will Be Ringing (Please Come Home For Christmas)»                          | The Offspring                 |
| 2024 | «Make It All Right»                                                               | Margaret Bialis               |
| 2025 | «Ok, But This Is The Last Time»                                                   | Marc Klasfeld                 |